# Microthymochares pullus
Microthymochares pullus är en insektsart som beskrevs av Luc A. Devriese 1991. Microthymochares pullus ingår i släktet Microthymochares och familjen torngräshoppor. Inga underarter finns listade i Catalogue of Life.